# Сіліваш (Алба)
Сіліваш (рум. Silivaș) — село у повіті Алба в Румунії. Входить до складу комуни Хопирта.
Село розташоване на відстані 273 км на північний захід від Бухареста, 37 км на північний схід від Алба-Юлії, 52 км на південний схід від Клуж-Напоки.

## Населення
За даними перепису населення 2002 року у селі проживали 255 осіб.
Національний склад населення села:
| Національність | Кількість осіб | Відсоток |
| -------------- | -------------- | -------- |
| цигани         | 142            | 55,7%    |
| румуни         | 112            | 43,9%    |

Рідною мовою назвали:
| Мова      | Кількість осіб | Відсоток |
| --------- | -------------- | -------- |
| циганська | 143            | 56,1%    |
| румунська | 112            | 43,9%    |